# Albert Oliver
Pour les articles homonymes, voir Oliver.
Albert Oliver Campos, né le 4 juin 1978 à Terrassa en Espagne, est un joueur espagnol de basket-ball.

## Biographie
Oliver est le plus vieux joueur à avoir marqué des points en Euroligue.
Il quitte le CB Gran Canaria à la fin de la saison 2018-2019. Oliver détient le record du nombre de passes en carrière à Gran Canaria.
En septembre 2020, Oliver signe un contrat de deux mois avec l'Obradoiro CAB pour pallier la blessure de Kartal Özmızrak. À 42 ans, il devient le troisième joueur le plus âgé à jouer en Liga,.